# Celulose Riograndense
A Celulose Riograndense é uma empresa gaúcha de celulose branqueada de eucalipto. Foi comprada pelo grupo chileno Empresas CMPC em 2009.
A unidade industrial na cidade de Guaíba foi inaugurada oficialmente em 16 de março de 1972. A fábrica instalada tem capacidade para produzir 450 mil toneladas anuais de celulose branqueada, produto obtido a partir da fibra curta da madeira de eucalipto. A unidade também produz 60 mil toneladas anuais de papéis.
Em 2018, a Celulose Riograndense gerava 24 mil empregos, empregando diretamente cinco mil funcionários. Em 2021 o grupo anunciou o investimento de 2,7 milhões de reais na ampliação da unidade fabril de Guaíba.